# Davout (1889)
Davout byl chráněný křižník druhé třídy francouzského námořnictva. Ve službě ve francouzském námořnictvu byl v letech 1891–1910.

## Stavba

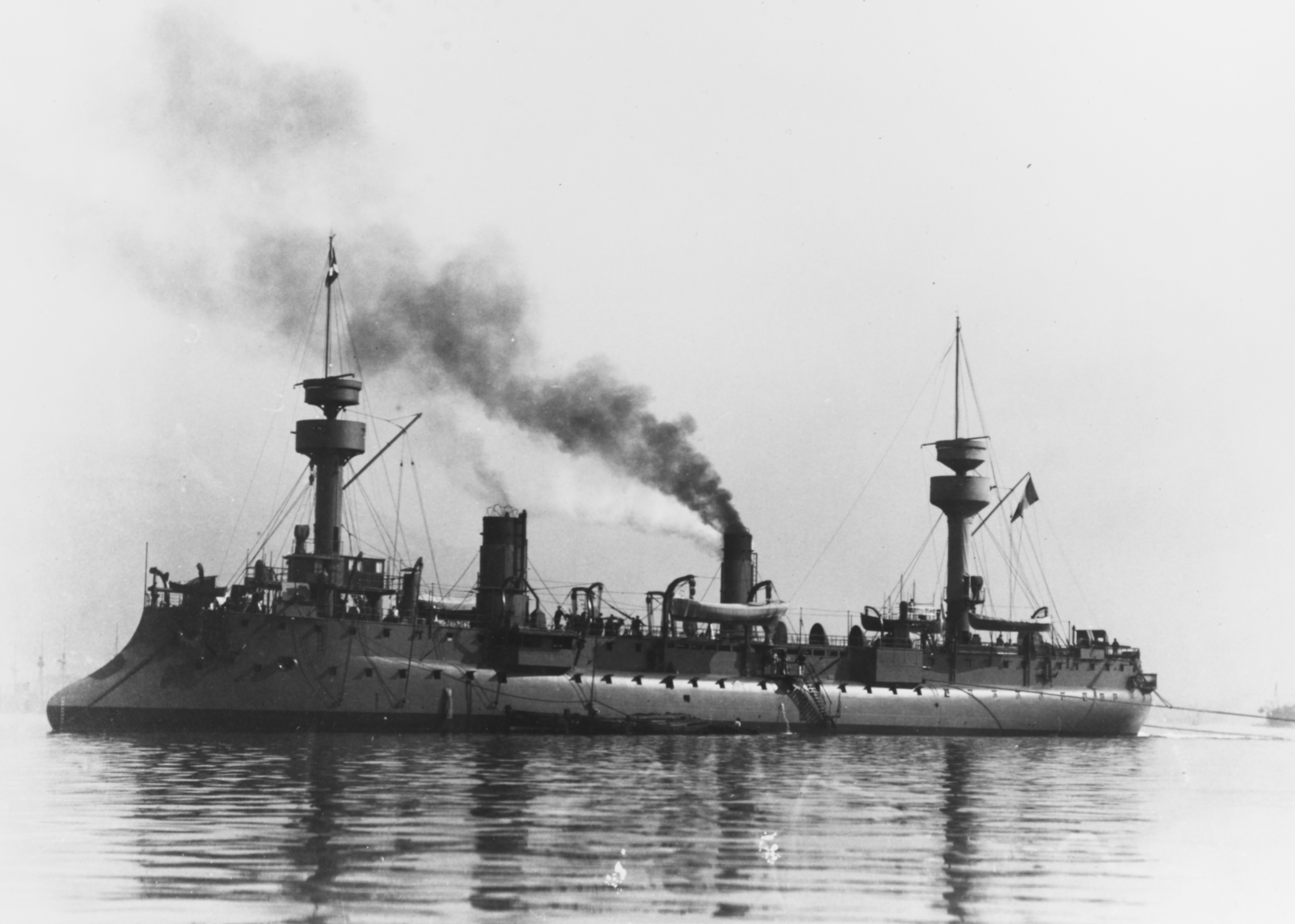
Davout

Křižník postavila loděnice Arsenal de Toulon v Toulonu. Stavba byla zahájena v září 1887. V říjnu 1889 byl křižník spuštěn na vodu a roku 1891 byl přijat do služby.

## Konstrukce

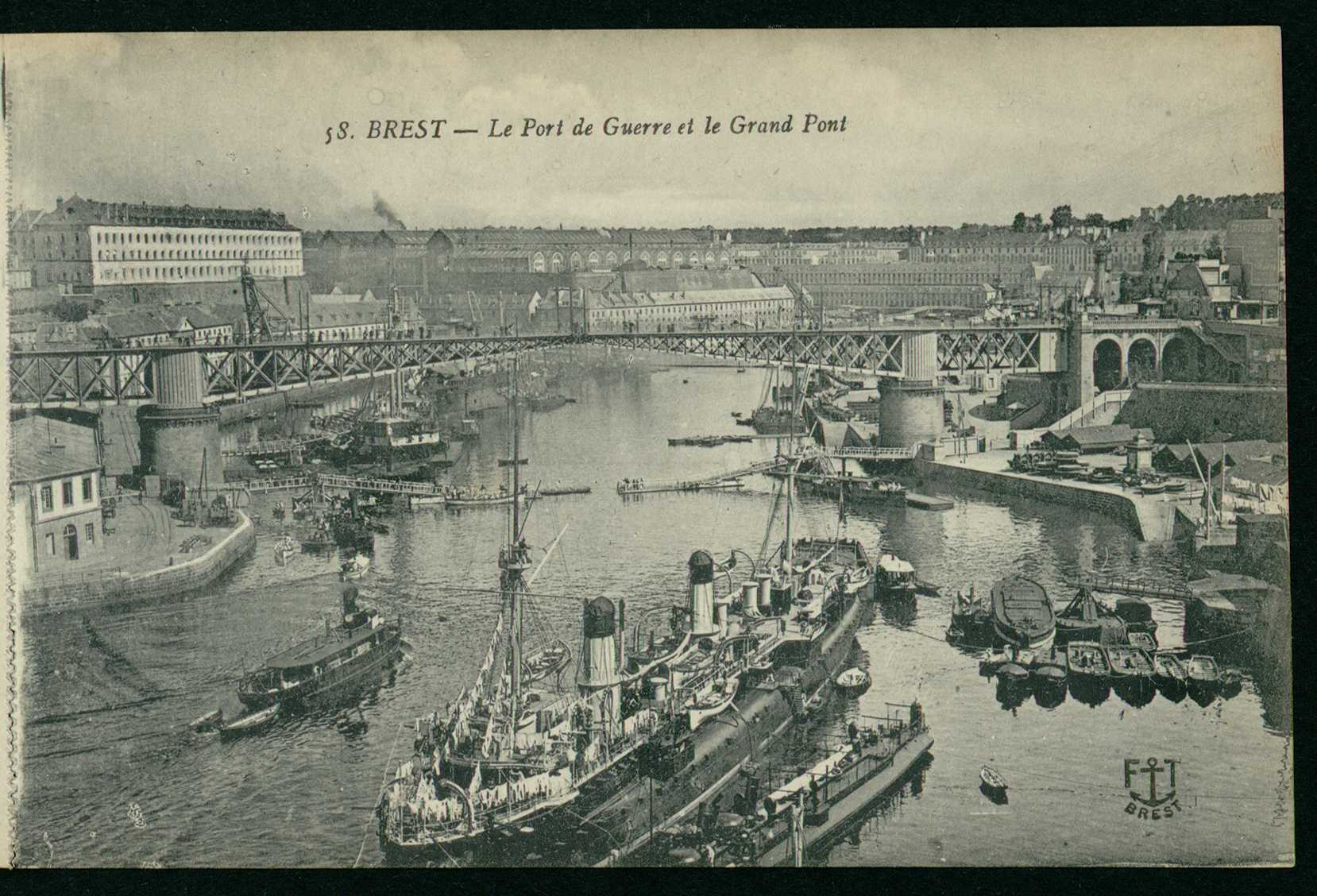
Davout kotvící v Brestu

Příď byla opatřena klounem. Pancéřování bylo ocelové. Paluba měla sílu 50 mm s konci silnými 100 mm. Chráněna byla velitelská věž. Oba stožáry byly osazeny marsy. Hlavní výzbroj tvořilo šest 165mm/30 kanónů M1884. Dva byly lafetovány na přídi a na zádi, přičemž zbývající čtyři se nacházely na sponsonech. Doplňovaly je čtyři 65mm kanóny M1888, čtyři 47mm kanóny Hotchkiss, dva 37mm kanóny Hotchkiss a šest 350mm torpédometů. Torpédomety se nacházely v trupu nad čárou ponoru. Jeden mířil dopředu, po dvou do každého boku a poslední byl na zádi. Pohonný systém tvořilo osm cylindrických kotlů a dva parní stroje o výkonu 9000 hp, roztáčející dva lodní šrouby. Nejvyšší rychlost dosahovala 20,7 uzlu. Dosah byl 4000 námořních mil při rychlosti deset uzlů.

### Modifikace
Roku 1901 instalováno deset nových kotlů Niclausse. Odstraněny dva torpédomety. Později odstraněny další dva torpédomety.